# Usa (vattendrag i Belarus, Minsks voblast, lat 53,62, long 28,94)
Usa (vitryska: Уса) är ett vattendrag i Belarus.   Det ligger i voblasten Minsks voblast, i den centrala delen av landet, 100 km öster om huvudstaden Minsk.
Omgivningarna runt Usa är en mosaik av jordbruksmark och naturlig växtlighet. Runt Usa är det glesbefolkat, med 15 invånare per kvadratkilometer.